# 熱帶幻夢
《熱帶幻夢》是2004年由泰國導演阿比查邦·韋拉斯塔古執導的電影作品。本片獲選為第57屆坎城影展正式競賽片，並獲得評審團獎。

## 劇情
駐紮在泰國一處鄉村的士兵Keng，認識了在工廠工作的Tong，兩人漸漸熟了起來，Keng教Tong開車，兩人一起去吃東西、看表演、看電影，兩人騎著機車四處兜風。在一個夜晚，兩人告別後，Tong漸漸走入黑夜，此時故事轉向另一個發展:一位士兵獨自在叢林裡尋找失蹤的村民，在當地傳說中，一位薩滿幻化成老虎的外型，在叢林裏面遊蕩搗亂；士兵被老虎精神折磨到在叢林裡迷失、奔跑。

## 獎項
| 獎項               | 獎項     | 受獎者              | 階段／結果 |
| ------------------ | -------- | ------------------- | ---------- |
| 第57屆坎城影展     | 金棕櫚獎 | 阿比查邦·韋拉斯塔古 | 提名       |
| 第57屆坎城影展     | 評審團獎 | 阿比查邦·韋拉斯塔古 | 獲獎       |
| 東京新作家主義影展 | 最佳影片 | 《熱帶幻夢》        | 獲獎       |

## 外部連結
- 互联网电影数据库（IMDb）上《熱帶幻夢》的资料（英文）
- 爛番茄上《熱帶幻夢》的資料（英文）
- 豆瓣电影上《熱帶幻夢》的資料 （简体中文）